# Sterrhochaeta argyrastrape
Sterrhochaeta argyrastrape là một loài bướm đêm trong họ Geometridae.